# Озренски партизански одред (Србија)
Озренски народноослободилачки партизански (НОП) одред формиран је 2. августа 1941. године, изнад села Липовца, на планини Озрену. Имао је 30 бораца из нишког, алексиначког, сокобањског, моравског и ражањског среза. У првом штабу Одреда били су: командант Радоје Вујошевић Ристо, судијски приправник из Алексинца, кога је на тој дужности већ 20. августа исте године Заменио Димитрије Драговић Срђа, наставник књижевности из Сокобање, политички комесар Иван Вушовић Вук, судија из Ражња, заменик команданта Бранко Мишић Каменко, металски радник из Каменице, партијски руководилац Алекса Маркишић Павле, адвокатски приправник из Сокобање, а скојевски руководилац био је Добросав Јовановић Станко, металски радник из Каменице. Одред је био подељен на четири десетине, био је добро наоружан, имао је четири пушкомитраљеза. Од 30 бораца при оснивању, било је 18 чланова Партије и осам чланова СKOJ-а. Борбена дејства и активност Одреда били су условљени стратегијским значајем територије на којој је дејствовао. У току 1941. године и 1942. Одред је разоружао неколико жандармеријских станица на овој територији: Бован, Читлук, Горњи Крупац, Врбовац, Врело, Сврљиг, Ражањ, два пута је привремено ослободио варошицу Сврљиг (16. августа и 2. септембра 1941), ослободио је варошицу Ражањ (14. августа 1941), напао на немачки транспортни воз на станици Палилула, којом приликом је убијено десетак Немаца, а тројица су заробљена и убијена (16. септембра 1941.), врши релативно успешну диверзију на железничкој магистрали Београд- Ниш, код Доњег Љубеша (17. октобра 1941). У ноћи 6/7 новембар исте године, заједно са Сврљишким НОП одредом успешно напада и разоружава бугарске посаде у Сићеву и Св. Петки. Одред води 27. новембра 1941. године веома жестоку борбу код сокобањског села Јошанице, против 11. оружаног одреда недићеваца, том приликом је претрпео значајне људске губитке: погинули су командант, заменик команданта и политички комесар одреда и 27 бораца, заробљено је седам бораца, које су Немци већ 5. децембра исте године стрељали код Житковца. После борбе на Јошаници, Одред се јануара 1942. године дели на четири партизанске групе: Алексиначку, Ражањску, Нишку и Сокобањску, ради избегавања нове непријатељске офанзиве. У том периоду погинуло је шест бораца, међу којима и први одредски партијски руководилац, тада секретар Среског комитета КПЈ за бањски срез Алекса Маркишић Павле. Фебруара 1942. године, Одред се на Крављанским појатама реорганизује и попуњава новим борцама, пре свих одбеглим логорашима из немачког концентрационог логора на Црвеном крсту у Нишу и броји преко 80 бораца. Командант одреда био је Конрад Жилник Слободан, а политички комесар Ратомир Војиновић Наход, железнички чиновник из Малетине, код Ражња. У 1942. години води неколико већих борби против уједињених непријатеља. Разоружава сеоске милиције у бањским и нишким селима (фебруар), води успешну борбу са 12. добровољачким пуком код Веле-Поља и Палиграца (26. фебруар), заједно са Сврљишким и Књажевачким одредом врши напад на Ражањ (24. марта), заједно са Сврљишким одредом разбија недићевце код Галибабинца (24. априла), пролази успешно кроз бугарску „јунску" офанзиву. За време Аћимовићеве офанзиве, Одред се поново дели на четири групе: алексиначку, нишку, ражањску и сокобањсаку. Скоро цела Нишка група је разбијена, од 25 партизана из групе, 18 су заробили недићевци, од којих су Немци стрељали 16, док су остале групе имале мање губитака. Алексиначка група од 13 бораца, издајом је опкољена Суботинцу, 3. фебруара 1943. године и у борби са Бугарима и недићевцима погинуло је 11 партизана, спасила су се само двојица. У 1943. години Одред води борбе са четницима и разбија недићевце на Кучајским планинама (јануара месеца), порушио је рудник угља „Соко" у бањском Читлуку (28. фебруара) врши диверзантске акције на прузи Параћин-Зајечар и Параћин–Сталаћ (марта месеца) и 1. априла води тешку борбу са Немцима и недићевцима у Илину, под Ртњом. Крајем 1943. године преживела десетина бораца одреда, названа Озренска, улази у састав 3. батаљона (Јастребачког) и 1. јужноморавског НОП одреда. Септембра 1943. године из Озренске десетине, која се са Јастрепца вратила на Каменички вис, формирана је Озренска партизанска чета, јачине 30 бораца, 12. децембра исте године Озренски батаљон НОВЈ, јачине 60 бораца, који је, марта 1944. године комплетна ушао у новоформиран у Озренско-Тимочку (Девету српску) бригаду 23. дивизије НОВЈ. Кроз борбени строј Oзренског НОП одреда, од 2. авуста 1941. године до краја 1943.године, прошло је 310 бораца, од којих 115 чланова Партије и Скоја, највећим делом са територије нишког ратног округа. Погинула су 84 борца у борбама противнепријатеља, 81 је заробљен од непријатеља и стрељан, углавном, на познатом стратишту Бубањ код Ниша, из Одреда су дезертирала 23 борца, 68 их је отишло у друге одреде, преживела су 54 бораца. Шест бораца Одреда проглашено је за народне хероје Југославије: Радоје Вујошевић Риста, Конрад Жилник Слободан, Обрад Лазовић Живко, Алекса Маркишић Павле, Миодраг Новаковић Џуџа, Момчило Поповић Озрен. Одред је, за то време, избацио из строја преко 300 војника, највећим делом жандарма и четника. Спалио је архиве у скоро четрдесет сеоских општина, чиме је практично паралисао рад их истурених органа квислиншке власти. Упоредо са тим, Озренски одред је развијао и веома интензивну политичку делатност на терену на коме је изводио борбене акције, организујући политичке активе НОП и месне партизанске десетине у двадесетак села, као масовну базу НОП, коју такође карактеришу плиме и осеке, али и континуитет активности све до коначног ослобођења земље од окупатора и домаћих издајника.